# Вокер-Веллі (Нью-Йорк)
Вокер-Веллі (англ. Walker Valley) — переписна місцевість (CDP) в США, в окрузі Ольстер штату Нью-Йорк. Населення — 1269 осіб (2020).

## Географія
Вокер-Веллі розташований за координатами 41°38′36″ пн. ш. 74°22′51″ зх. д. / 41.64333° пн. ш. 74.38083° зх. д. (41.643403, -74.380777).  За даними Бюро перепису населення США в 2010 році переписна місцевість мала площу 5,52 км², з яких 5,49 км² — суходіл та 0,03 км² — водойми.

## Демографія
Згідно з переписом 2010 року, у переписній місцевості мешкали 853 особи у 297 домогосподарствах у складі 221 родини. Густота населення становила 155 осіб/км².  Було 337 помешкань (61/км²).
Расовий склад населення:
| - 93,8 % — білих - 1,9 % — чорних або афроамериканців - 0,4 % — корінних американців - 0,1 % — азіатів |

До двох чи більше рас належало 3,3 %. Частка іспаномовних становила 7,4 % від усіх жителів.
За віковим діапазоном населення розподілялося таким чином: 26,7 % — особи молодші 18 років, 62,2 % — особи у віці 18—64 років, 11,1 % — особи у віці 65 років та старші. Медіана віку мешканця становила 39,7 року. На 100 осіб жіночої статі у переписній місцевості припадало 106,0 чоловіків;  на 100 жінок у віці від 18 років та старших — 99,0 чоловіків також старших 18 років.
Середній дохід на одне домашнє господарство  становив 85 345 доларів США (медіана — 88 994), а середній дохід на одну сім'ю — 110 033 долари (медіана — 102 727). Медіана доходів становила 61 447 доларів для чоловіків та 83 889 доларів для жінок. За межею бідності перебувало 5,8 % осіб, у тому числі 0,0 % дітей у віці до 18 років та 47,5 % осіб у віці 65 років та старших.
Цивільне працевлаштоване населення становило 340 осіб. Основні галузі зайнятості: освіта, охорона здоров'я та соціальна допомога — 22,6 %, виробництво — 21,8 %, роздрібна торгівля — 15,6 %, транспорт — 12,6 %.